# Худиг
Худиг (рос. Худиг) — село Агульського району, Дагестану Росії. Входить до складу муніципального утворення Сільрада Куразька.
Населення — 673 (2010).

## Історія
У 1926 році село належало до Кюрінського району.

## Населення
За даними перепису населення 2002 року в селі мешкало 640 осіб. В тому числі 322 (50.31 %) чоловіків та 318 (49.68 %) жінок.
Переважна більшість мешканців — агульці (100 % від усіх мешканців). У селі переважає агульська мова.
У 1926 році в селі проживало 314 осіб.